# Anomala kalliesi
Anomala kalliesi är en skalbaggsart som beskrevs av Carsten Zorn 1998. Anomala kalliesi ingår i släktet Anomala och familjen Rutelidae. Inga underarter finns listade i Catalogue of Life.